# Vito Rocco Giustiniani
Vito Rocco Giustiniani (* 25. Juni 1916 in Lucca; † 7. August 1998 in Freiburg im Breisgau) war ein italienischer Romanist.

## Leben
Er studierte an der Scuola Normale Superiore, wo er schon mit 22 Jahren sein Doktorat abschloss. Er wurde mit 25 Jahren  italienischer Lektor in Freiburg im Breisgau, wo er sich 1955 habilitierte. Er wurde zum wissenschaftlichen Rat und Professor ernannt. 1958 war er Gastprofessor an der Columbia University, 1967–1968 an der University of Toronto, 1969–1970 am Boston College.